# Oratorio di Santa Lucia a Urbana

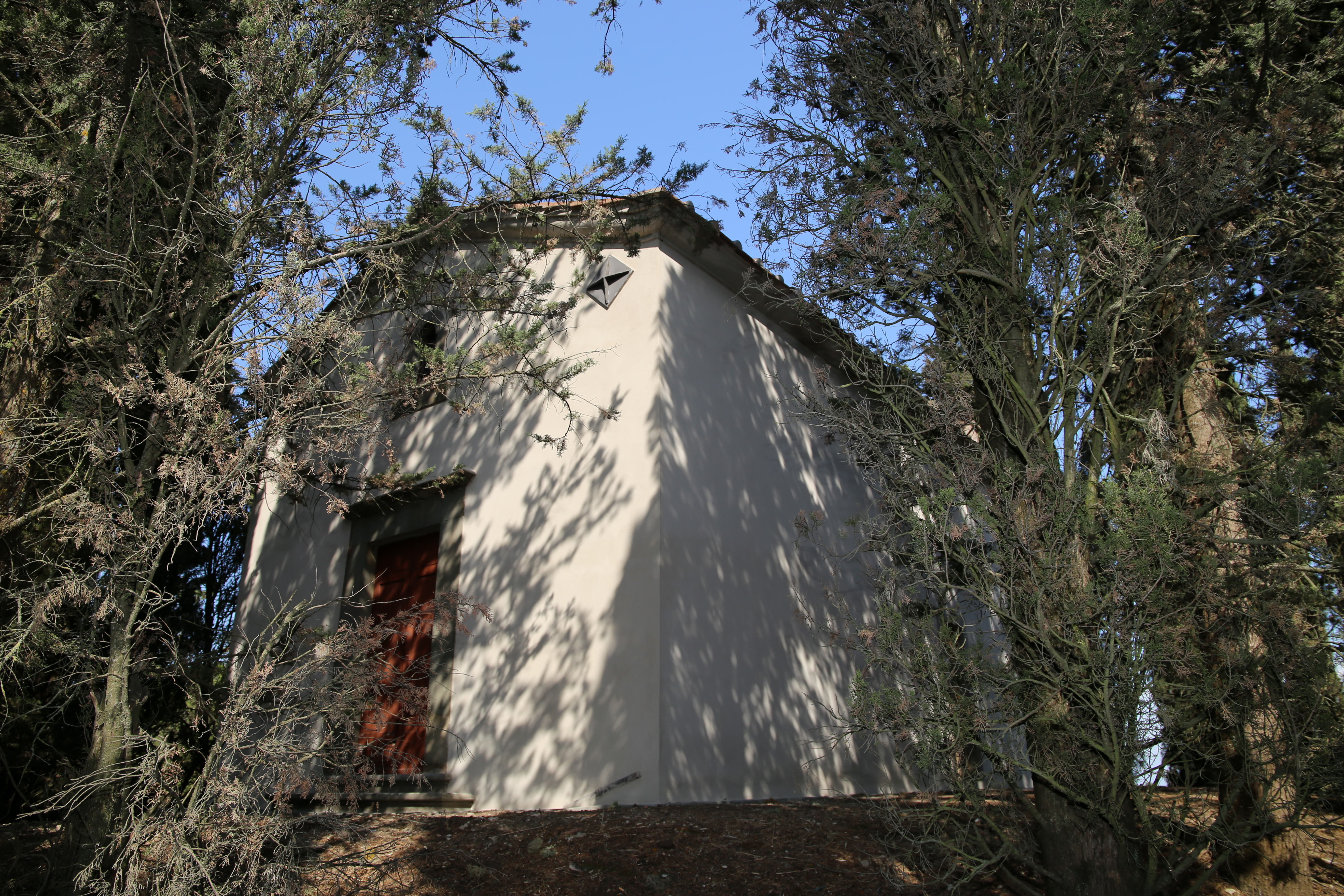
Esterno

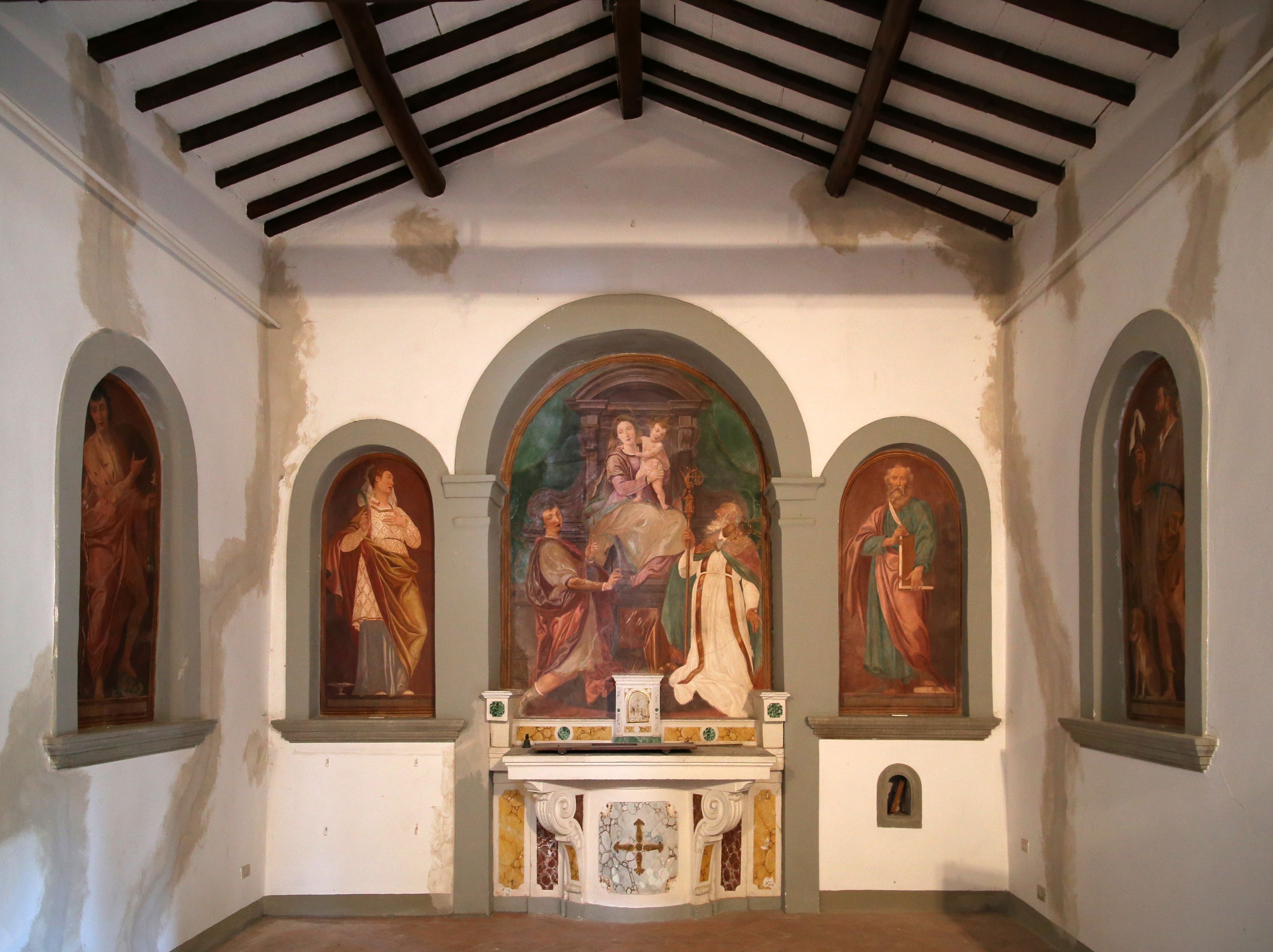
Interno

L'oratorio di Santa Lucia a Urbana è un piccolo edificio di culto situato nella campagna di Montespertoli, nell'insediamento rurale oggi denominato Tenuta di Corfecciano-Urbana.

## Storia e descrizione
Si tratta di uno dei numerosi oratori sorti nel contado toscano tra XVI e XVII secolo e relativo a un insediamento agricolo organizzato attorno a una villa, quando si assisteva a un significativo riflusso nelle campagne delle famiglie nobiliari e patrizie, via via che le tradizionali attività manifatturiere cittadine andavano declinando.
Situato sopra un poggio circondato da cipressi, l'oratorio ha una struttura semplice, di base rettangolare con copertura a capanna e un solo altare. Si distingue soprattutto per il ciclo di affreschi di Gregorio Pagani (1595 circa) nel presbiterio: sulla parete di fondo una grande scena centinata della Madonna col Bambino tra i santi Nicola e Miniato (o altro santo martire), con ai lati i santi Lucia e Bartolomeo a figura intera su sfondo rossastro; nelle pareti laterali altri due santi a figura intera: San Rocco e San Sebastiano. Le figure hanno consonanza con le morbidezze tonali del Correggio e con le opere dei pittori bolognesi di quegli stessi anni, conosciuti dal Pagani durante la sua formazione col Cigoli, e sono vicine a quelle delle pale di Sciano in Val d'Elsa (oggi all'Ermitage)  e di Terranuova Bracciolini.
L'oratorio è visitabile su appuntamento.